# Canal medular

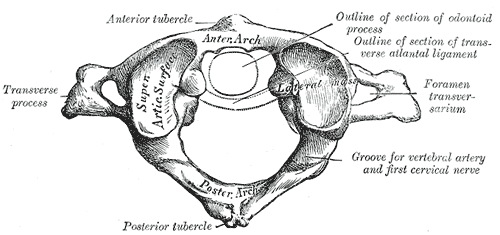
Canal medular.

O canal medular (também conhecido como canal vertebral ou canal espinhal) é o espaço dentro das vértebras é onde passa a medula espinhal. Ele é um prolongamento da cavidade corporal humana dorsal e está encerrado dentro do forame vertebral. Nos espaços intervertebrais, o canal é protegido posteriormente pelo ligamento amarelo e frontalmente pelo ligamento longitudinal posterior.
A camada mais externa das meninges, a dura-máter, divide o canal medular nas regiões epidural e subdural. O espaço subdural é preenchido com fluido cerebroespinal e contém as estruturas da medula espinhal envoltas por várias membranas adicionais. O espaço epidural contém tecido conjuntivo adiposo e frouxo e uma rede de grandes vasos sanguíneos de paredes finas, denominada plexo venoso epidural.
O canal medular foi descrito pela primeira vez por Jean Fernel.